# Субботин (Волгоградская область)
Субботин — хутор в составе городского округа город Михайловка Волгоградской области.
Население — 263 (2010)

## История
Хутор относился к юрту станицы Етеревской Усть-Медведицкому округу Области Войска Донского. В 1873 году на хуторе проживало 97 мужчин и 127 женщин. Согласно переписи населения 1897 года на хуторе проживали уже 221 мужчина и 192 женщины, из них грамотных: мужчин — 67, женщин — 3.
Согласно алфавитному списку населённых мест Области Войска Донского 1915 года на хуторе имелось хуторское правление, проживало 218  мужчины и 230 женщин, земельный надел составлял 1920 десятин. Хутор обслуживало Сенновское почтово-телеграфное отделение.
В 1928 году хутор был включён в состав Михайловского района Хопёрского округа (округ упразднён в 1930 году) Нижне-Волжского края (с 1934 года - Сталинградский край). В 1935 году Субботинский сельсовет был передан в состав Раковского района Сталинградского края (с 1936 года - Сталинградской области). В 1955 году вновь передан в состав Михайловского района.
Позднее Субботинский сельсовет был упразднён, хутор включён в состав Раковского сельсовета. На основании решения облисполкома от 14 июня 1972 года № 17/555 хутор включён в состав вновь образованного Раздорского сельсовета с центром в хутор Раздоры.
В 2012 году хутор включён в состав городского округа город Михайловка

## География
Хутор расположен в степи, в пойме Медведицы, у подножия Доно-Медведицкой гряды Приволжской возвышенности, примерно в 4,1 км от реки Медведицы. Западнее хутора расположено несколько небольших озёр (Большой Ильмень и др.). Высота центра населённого пункта около 90 метров над уровнем моря. Почвы — чернозёмы южные и пойменные нейтральные и слабокислые.
К хутору имеется 4-км подъезд от автодороги Сухов 2-й - Раздоры. По автомобильным дорогам расстояние до административного центра городского округа города Михайловки — 61 км, до областного центра города Волгограда — 200 км, до хутора Раздоры - 13 км.
Климат
Климат умеренный континентальный (согласно классификации климатов Кёппена — Dfa). Многолетняя норма осадков — 415 мм. Наибольшее количество осадков выпадает в июне — 49 мм, наименьшее в марте — 22 мм. Среднегодовая температура положительная и составляет + 7,1 °С, средняя температура самого холодного месяца января −8,9 °С, самого жаркого месяца июля +22,6 °С.
Часовой пояс
Субботин, как и вся Волгоградская область, находится в часовой зоне МСК (московское время). Смещение применяемого времени относительно UTC составляет +3:00.

## Население
Динамика численности населения по годам:
| 1873 | 1897 | 1915 | 1987 | 2002 |
| ---- | ---- | ---- | ---- | ---- |
| 224  | 413  | 448  | ≈300 | 255  |

| 2010 |
| ---- |
| 263  |